# Geschichte Monacos
Die Geschichte Monacos umfasst die Entwicklungen auf dem Gebiet des Fürstentums Monaco von der Urgeschichte bis zur Gegenwart. Der Name des Fürstentums Monaco leitet sich vielleicht von dem ligurischen Stamm der „Monoikos“ ab, die im 5. Jahrhundert v. Chr. diese Gegend bewohnt haben sollen. Einer anderen Erklärungsvariante nach, kommt der Name vom vorchristlichen Herakles-Kult, der besonders in Monaco verbreitet war. Herakles wurde in der Antike oft mit dem Beinamen „Monoikos“, „der Einzigartige“, versehen.

## Monaco bis zur Machtübernahme der Familie Grimaldi
Die ältesten Spuren menschlicher Besiedelung im heutigen Monaco gehen 5000 Jahre zurück. In den Höhlen der Sankt-Martin-Gärten wurden Spuren dieser ersten Besiedlung entdeckt. Ca. 2000 v. Chr. wurde die Gegend von den Ligurern besiedelt, die auch der benachbarten italienischen Region ihren Namen gaben. Nachdem die Ligurer nach Norden abgedrängt wurden, besiedelten Griechen und Phönizier die Gegend. Im 1. Jahrhundert v. Chr. fiel die Gegend an die Römer und war Teil der Provinz Alpes Maritimae. Aus dieser Zeit stammt das berühmte Gebäude „Tropaeum Alpium“ in dem benachbarten Ort La Turbie. Nach dem Untergang des Römischen Reiches wurde die Küste ab dem 5. Jahrhundert von verschiedenen barbarischen Völkern, Seeräubern und den Sarazenen heimgesucht. Diese Periode endete, als die Sarazenen 975 durch Graf Wilhelm der Provence vertrieben werden. Die Provence gehörte seinerzeit zum Königreich Arelat und so waren es später die Kaiser Friedrich Barbarossa und Heinrich VI. (im Jahr 1191), die die Küstenregion unter die Kontrolle der Republik Genua stellten. Der 10. Juni 1215 gilt als das Gründungsdatum Monacos. An diesem Tag wurde der Grundstein zu einer genuesischen Grenzfestung auf dem Felsen von Monaco gelegt, an der Stelle, an der heute der fürstliche Palast steht. Außerdem wurden Siedler durch kostenlose Landverteilung und Steuerbefreiungen angelockt. In Genua herrschte seinerzeit wie in vielen norditalienischen Städten ein Bürgerkrieg zwischen Ghibellinen und Guelfen, der italienische Ableger des deutschen Streites zwischen Welfen und Staufern. Die Ghibellinen standen dabei für die Partei des Kaisers, die Guelfen (Welfen) für die Partei des Papstes.
Fulco del Casello, Führer einer einflussreichen patrizischen genuesischen Ghibellinenfamilie, wird als Gründer der Festung Monaco bezeichnet. Der genuesische Bürgerkrieg hatte seine Auswirkungen auch auf Monaco. Ghibellinische Familien wie die Dorias und Spinolas und guelfische Familien wie die Fieschis und die Grimaldis lösten sich in der Herrschaft über den Felsen ab.

## Die Familie Grimaldi
Genua war zu diesem Zeitpunkt eine der führenden Mächte des Mittelmeeres. Ältester bekannter Ahnherr der Grimaldis ist Otto Canella (1100–1143). Seit der Zeit der Kreuzzüge wurde Genua als Stadtrepublik von Konsuln regiert. Canella war Konsul von Genua im Jahr 1133. Sein Sohn, Grimaldo Canella (1130–1184) wurde dreimal zum Konsul gewählt. Dessen Sohn Oberto (1170–1252) war der erste, der den Beinamen Grimaldi (in der Bedeutung „Sohn des Grimaldo“) benutzte. Ab 1270 wurde der Konflikt zwischen Guelfen und Ghibellinen in Genua besonders blutig. Die herrschenden ghibellinischen Familien, die Dorias und die Spinolas, versuchten, die Guelfen aus der Stadt zu drängen. 1296 wurden die Guelfen und damit auch die Familie Grimaldi aus der Stadt vertrieben. Die Grimaldis, damals eine große Familie mit vielen verschiedenen Zweigen, ließen sich in verschiedenen Städten des Mittelmeeres nieder. So erheirateten sie sich die Herrschaft Boglio (heute Beuil in Frankreich), regierten eine Zeitlang im Auftrag der Savoyer Nizza und konnten 1348 auch Antibes gewinnen. Besonders den Herren von Boglio gelang es, eine zusammenhängende Territorialherrschaft aufzubauen, deren Streben nach Unabhängigkeit von den Savoyern erst im 17. Jahrhundert beendet wurde.

## Die Grimaldi in Monaco

### Die Anfänge der Herrschaft der Grimaldis in Monaco
Bei der Vertreibung der Grimaldis aus Genua war die Festung Monaco noch fest in der Hand ihrer Gegner, der Ghibellinen. Am 8. Januar 1297 drangen Soldaten der Grimaldis und mit ihnen verbündeter guelfischer Familien als Franziskaner verkleidet und unter dem Kommando von Francesco Grimaldi (genannt „der Schlaue“) in Monaco ein und eroberten die Festung. Damit fiel Monaco zum ersten Mal in die Hand der Grimaldis. Francescos älterer Cousin Rainier übernahm als Familienoberhaupt die Herrschaft. Allerdings konnten sich die Grimaldis dort nur vier Jahre halten und verloren 1301 die Herrschaft über den Felsen wieder.
Nach der Vertreibung von Monaco diente Rainier dem französischen König Philipp IV., dem Schönen (1268–1314), und kommandierte in dessen Auftrag die königliche Flotte, mit der er 1304 den entscheidenden Seesieg der Franzosen über die Flamen bei Zierikzee erringen konnte. Zum Dank wurde er vom König zum Admiral von Frankreich ernannt. Rainier I. wurde Stammvater des monegassischen Zweiges der Familie Grimaldi.
Seinem Sohn, Charles I., der im Hundertjährigen Krieg auf französischer Seite in der Schlacht von Crécy (1346) und der Belagerung von Calais kämpfte, gelang es 1331 Monaco zurückzuerobern und die benachbarten Herrschaften Menton (1346) und Roquebrune (1355) zu erwerben. Er führte als erster den Titel eines Herrn (Seigneur) von Monaco. Genua unter der Herrschaft seines Dogen Boccanegra gelang es 1357 allerdings, Monaco zurückzuerobern. Charles I. fiel bei der Belagerung der Festung durch die Genuesen.
Rainier II. (1350–1407), der Sohn Charles I. diente in der Armee Königin Johanna I. von Neapel. Es gelang ihm, Menton zu halten und Roquebrune zurückzuerobern. Die Festung Monaco selbst allerdings betrat er nie; diese blieb in den Händen der Genuesen. Seinen drei Söhnen Ambrosius, Anton und Johann gelang es 1419 Monaco zurückzuerobern. Nach einer Erbteilung 1427 herrschte Johann I. (1382–1454) alleine. Er wurde vom Herzog von Mailand gefangen genommen, der seine Hinrichtung androhte, sollte Monaco nicht unter genuesische Herrschaft zurückkehren. Johann I. blieb standhaft und instruierte aus der Gefangenschaft heraus seine Frau Pomelline, die in Monaco als Regentin zurückblieb, auf die Forderungen des Herzogs von Mailand nicht einzugehen. Schließlich musste ihn der Herzog von Mailand entlassen. Johann I. starb 1454.
Sein Sohn, Catalano, überlebte ihn nur um drei Jahre, in denen er sich politisch eng an König Karl VII. von Frankreich anlehnte. Er starb 1457 ohne männlichen Erben. Um ein Aussterben der Familie zu verhindern, arrangierte er die Hochzeit seiner Erbtochter Claudine (1451–1515) mit Lambert (1420–1498), seinem Neffen aus der Antiber-Linie der Grimaldis. Dieser wurde 1457 sein Nachfolger. Lambert, ein exzellenter Diplomat, wurde Haushofmeister und Ratgeber des französischen Königs Karl VIII. (1470–1498). Auf ihn geht der heutige Wappenspruch Monacos „Deo juvante“ (durch Gottes Hilfe) zurück. Durch seine kluge Diplomatie erreichte er, dass der französische König und der Herzog von Savoyen 1489 die monegassische Unabhängigkeit anerkannten. Seitdem gibt es auch völkerrechtlich den unabhängigen Staat Monaco. Allerdings war Genua noch nicht bereit, die Unabhängigkeit Monacos anzuerkennen.

### Sicherung der Unabhängigkeit und spanisches Protektorat
Nach Lamberts Tod übernahm 1494 sein ältester Sohn Johann II. (1468–1505) die Macht. Er starb in einer Auseinandersetzung mit seinem jüngeren Bruder Lucien, der auch sein Nachfolger wurde; unklar ist, ob es sich dabei um einen Unfall oder Brudermord gehandelt hat.
1507 kam es zu einem letzten Versuch Genuas, Monaco zurückzuerobern. Genuesische Truppen belagerten den Felsen für 100 Tage, während denen Lucien und seine Truppen Widerstand leisteten. Die Genuesen mussten schließlich unverrichteter Dinge abziehen. König Ludwig XII. von Frankreich (1462–1515) schrieb 1512, dass „die Herrschaft Monacos in der Hand Gottes mit Hilfe des Schwertes“ gehalten worden sei, und erkannte damit erneut die monegassische Unabhängigkeit an. Lucien wurde 1523 von Bartholomäus Doria, seinem Neffen und Anhänger des berühmten Genueser Admirals Andrea Doria, ermordet.
Da sein Sohn Honoré bei seinem Tod noch ein Kind war, übernahm sein Bruder Augustin I., der ebenfalls Bischof von Grasse war, als Regent die Macht in Monaco. Andrea Doria, der starke Mann Genuas, der für die Ermordung des Lucien verantwortlich war, war mit dem französischen König Franz I. (1494–1547) verbündet. Unter Augustin I. verschlechterte sich deshalb das monegassisch-französische Verhältnis. Augustin I. nahm deshalb Kontakt mit dem römisch-deutschen Kaiser Karl V. in dessen Eigenschaft als König von Spanien auf, dem Erzfeind Franz’ I. von Frankreich. 1525 wurde der Vertrag von Burgos und Tordesillas zwischen Augustin I. und Karl V. unterzeichnet. Durch den Vertrag stellte sich Monaco unter spanischen Schutz. Die Allianz mit den Spaniern dauerte bis 1641. Spanische Soldaten wurden in Monaco stationiert. Die Allianz kam Monaco finanziell allerdings teuer zu stehen, da das Land fast vollständig für die spanische Garnison aufkommen musste.
Beim Tod Augustins 1532 war Honoré (1522–1581) noch minderjährig, so dass zunächst ein Grimaldi aus dem Genuesischen Zweig der Familie, Stefan, die Macht übernahm. Nach der Volljährigkeit Honorés I. trat dieser selbst die Herrschaft an, die bis zu seinem Tod 1581 friedfertig verlief. Auf Honoré folgte sein Sohn Charles II. (1555–1589). Dieser bemühte sich besonders um die Verwaltung der Lehen, die ihm Karl V. in Süditalien verschaffte, darunter die Markgrafschaft Campagna. Charles II. starb 1589. Auf ihn folgte sein jüngerer Bruder Hercule.

### Monaco wird Fürstentum, Ende des spanischen Protektorats, Blüte unter Honoré II.
Hercule wurde 1605 ermordet. Zu diesem Zeitpunkt war sein Sohn, Honoré II., noch minderjährig. Die Regentschaft fiel an seinen Onkel, den spanischen Prinzen von Valdetare, der sie bis 1616 ausübte. Auf seinen Rat nahm Honoré II. 1612 den Titel eines Fürsten und Herrn von Monaco an, dieser wurde vom spanischen Hof anerkannt.
Die Regierung Honorés II. führte zu einer Blütezeit in der monegassischen Geschichte. Um sich von den großen finanziellen Verpflichtungen für die spanische Garnison zu befreien, plante der Fürst eine Wiederannäherung an Frankreich. 1630 begannen die Verhandlungen mit der französischen Krone, die sich 10 Jahre lang hinziehen sollten. Honoré II. wurde dabei von Kardinal Richelieu, seinem Neffen, dem Marquis von Courbons und Herrn von Cagne, Johann Heinrich Grimaldi und dem Gouverneur der Provence, dem Marschall von Vitry, unterstützt. Am 14. September 1641 war es schließlich soweit: Honoré II. und der französische König Ludwig XIII. (1601–1643) unterzeichnen den Vertrag von Péronne. Frankreich erkannte damit die Unabhängigkeit Monacos an und wurde zu dessen Schutzmacht, weshalb eine französische Garnison unter dem Oberbefehl des Fürsten in Monaco stationiert wurde. Damit war die monegassisch-spanische Allianz von 1525 beendet. Allerdings blieb zunächst das Problem der spanischen Garnison in Monaco bestehen. Diese hatte sich auf dem Felsen verbarrikadiert und weigerte sich abzuziehen. Honoré II. ließ monegassische Bürger bewaffnen, diesen gelang es am 17. November 1641 die Spanier zu schlagen, die daraufhin kapitulieren und abziehen mussten.
Spanien zog daraufhin die einst unter Karl V. Monaco gegebenen norditalienischen Lehen ein. Als Ausgleich wurde der Fürst von Monaco vom französischen König mit dem Herzogtum Valentinois, der Grafschaft Carlat in der Auvergne, der Markgrafschaft Beaux und der Herrschaft Saint-Rémy in der Provence belehnt. Honoré II. kehrte mehrmals an den französischen Hof zurück und wurde in Paris vom König und dem Kardinal Mazarin mit höchsten Ehren empfangen. Der junge König Ludwig XIV. wurde Patenonkel seines Enkelsohnes Louis I.
Honoré II. baute auch die alte Burg auf dem Felsen in Monaco zu einem repräsentativen Palast um. Der Südflügel mit den Staatsappartements, die heute noch zu besichtigen sind, gehen auf ihn zurück. Außerdem legte er mit einer Sammlung von über 700 Gemälden den Grundstock für die berühmte Kunstsammlung der Fürsten von Monaco.
1662 starb Honoré II. Da sein Sohn Herkules bereits 1651 bei einem Unfall verstorben war, übernahm sein Enkelsohn Louis I. die Regierung.
Louis I. und seine Frau, die als Tochter des Marschalls von Gramont eine wichtige Position am französischen Hof einnahm, hielten sich nur kurz in Monaco auf. Louis kämpfte in dem Krieg der Vereinigten Provinzen der Niederlande gegen England und nahm an Schlachten in Flandern und der Franche-Comté teil. Ludwig XIV. ernannte ihn dann zu seinem Botschafter beim Heiligen Stuhl. Sein Auftrag dort war für den Fall des Aussterbens der spanischen Habsburger die Unterstützung des Papstes für eine französische Nachfolge zu sichern. Louis I. versuchte dies durch eine aufwendige Hofhaltung und teure Bestechungsgeschenke zu erreichen, für die er auch Teile des von seinem Großvater Honoré II. angesammelten Privatvermögens einsetzte. Louis I. starb 1701 in Rom. Da der letzte spanische Habsburger, Karl II., nur kurze Zeit vorher verstorben war, gelang es Louis I. nicht mehr, die Frage der Nachfolge in Spanien auf dem Verhandlungswege zu lösen. Stattdessen brach der Spanische Erbfolgekrieg aus.
Antoine I., der Sohn Louis I., folgte diesem auf den Thron. Verheiratet war er mit Maria von Lothringen, aus einer der ersten französischen Adelsfamilien. Seine Jugend verbrachte er in Paris und im Militär, dort führte er wegen seiner Größe den Namen Goliath.
Nach seiner Thronbesteigung verließ Antoine wegen seiner schwachen Gesundheit Monaco praktisch gar nicht mehr, während seine Frau aufgrund ihrer Stellung am französischen Hof größtenteils in Paris lebte. Dies führte zu einer Entfremdung unter den Ehegatten. 1707 fiel der Herzog von Savoyen in die Provence ein, und Monaco, obwohl neutral, fürchtete in die Auseinandersetzungen miteinbezogen zu werden. Antoine I. ließ deshalb bedeutende Festungsanlagen in Monaco errichten. Erst mit dem Vertrag von Utrecht 1713 endete die Bedrohung durch Savoyen.
Mit dem Tod Antoines I. 1731 starben die Grimaldis in der männlichen Linie aus. Seine älteste Tochter, Louise-Hippolyte (1697–1731) heiratete 1715 den Sire von Martignon, aus einer der vornehmsten normannischen Adelsfamilien. Sie bestieg 1731 als erste weibliche Regentin den monegassischen Thron, starb aber bereits nach zehn Monaten Regentschaft. Ihr Mann verzichtete daraufhin auf seine französischen Titel und sein Wappen, erhielt von Ludwig XIV. den Titel eines Herzogs von Valentinois und bestieg als Jacques I. den monegassischen Thron.
Er wurde aber von der monegassischen Bevölkerung nicht als Einheimischer anerkannt und dankte deshalb bereits am 7. November 1733 zugunsten seines Sohnes Honoré III. ab. Er lebte den Rest seines Lebens in Paris, wo er sich besonders seiner Kunstsammlung widmete; sein Haus, das Hôtel Martignon, ist heute Sitz des französischen Premierministers.
Honoré III. verbrachte große Teile seiner Jugend in Paris und machte Karriere in der französischen Armee. Als sein Vater abdankte, war er noch minderjährig, die Regentschaft führte zunächst Anton Charles (le Chevalier Grimaldi), ein nichtehelicher Sohn von Antoine I. und damit Halbbruder seiner Mutter Louise-Hippolyte. Während des Österreichischen Erbfolgekrieges wurde Monaco von österreichisch-sardinischen Truppen belagert. 1767 starb Eduard August, Herzog von York und Albany, der jüngere Bruder des englischen Königs im Fürstenpalast von Monaco, wo er sich aufgrund einer Krankheit, die ihn auf einer Reise nach Genua befallen hatte, aufhielt. Honoré III. heiratete eine italienische Adlige, von der er sich bald wieder trennte, die aber zunächst zwei Söhnen das Leben schenkte. Der ältere von ihnen, Honoré IV., heiratete die Nichte und Erbin des Kardinals Mazarin, womit der Familie weitere große Besitztümer in Frankreich zufielen.

### Die französische Revolution
Durch die französische Revolution wurde auch die Grimaldi-Familie schwer getroffen. 1789 wurden alle Feudalrechte vom französischen Parlament beseitigt. Die Grimaldi-Familie, die einen Großteil ihres Einkommens aus ihrem Feudalbesitz in Frankreich bezog, wurde so ebenfalls enteignet. Honoré III. versuchte vergeblich, als ausländischer, nicht französischer Fürst anerkannt zu werden und unter Verweis auf den Vertrag von Péronne für sich Sonderrechte zu erwirken. In Monaco bildeten sich zwei Parteien, eine, die die Unabhängigkeit und die Souveränität des Fürsten bewahren wollte, und eine zweite, genannt Volkspartei, die die Errungenschaften der französischen Revolution auch in Monaco einführen wollte. Mit dem französischen Einmarsch in die benachbarte Grafschaft Nizza erlangte die Volkspartei die Oberhand. Mit Dekret vom 14. Februar 1793 beschloss der Nationalkonvent die Vereinigung (réunion) des Fürstentums mit Frankreich. Monaco wurde unter dem Namen Fort-Hercule („Herkulesburg“) von Frankreich annektiert. Es war zunächst Hauptstadt eines Arrondissements, bis diese nach San Remo verlegt wurde.
Honoré III. wurde in Paris in den Kerker geworfen, wo er 1795 verstarb. Die Frau seines zweiten Sohnes Josef starb 1794 im Alter von 27 Jahren unter der Guillotine. Die Mitglieder der fürstlichen Familie verbrachten die Zeit der französischen Revolution in Frankreich, zum Teil in Haft, zum Teil unter schwierigen materiellen Bedingungen. Der fürstliche Palast in Monaco war geplündert worden und diente zunächst als Kaserne, später als Krankenhaus und städtisches Armenhaus.

### Wiedererlangung der Unabhängigkeit
Am 6. April 1814 musste Napoleon abdanken. Durch den ersten Vertrag von Paris wurde die Unabhängigkeit des Fürstentums wieder hergestellt. Honoré IV. konnte aufgrund seines schlechten Gesundheitszustandes die Regierung zunächst nicht antreten und nominierte seinen Bruder Joseph als Regenten. Als sein Sohn, der spätere Honoré V. dagegen protestierte, kehrte Honoré IV. doch in sein Fürstentum zurück. Als Napoleon aus seinem Exil auf Elba fliehen und kurzzeitig nach Frankreich zurückkehren konnte, wurde Honoré IV. verhaftet und dem Kaiser vorgeführt. Nachdem der Kaiser endgültig gestürzt und erneut ins Exil (nach St. Helena) geschickt wurde, wurde mit dem zweiten Vertrag von Paris (20. November 1815) die Unabhängigkeit des Fürstentums erneut wiederhergestellt, es diesmal aber unter den Schutz des Königreiches Sardinien gestellt. 1817 wurde das Verhältnis zwischen dem Fürstentum und seiner neuen Schutzmacht in einem Vertrag mit König Viktor Emanuel I. geregelt (Vertrag von Stupinigi, 8. November 1817). Das Bündnis mit Sardinien war für Monaco weit weniger vorteilhaft als das alte, sich auf den Vertrag von Péronne stützende Verhältnis mit Frankreich. Das Fürstentum, aufgrund der Ereignisse der französischen Revolution sowieso bereits in finanziellen Schwierigkeiten, musste sich hoch verschulden. 1819 starb Honoré IV., und sein Sohn, Honoré V. bestieg den Thron. Dieser versuchte, die wirtschaftlichen Schwierigkeiten des Fürstentums mit drakonischen Maßnahmen zu bekämpfen, die zu Unmut in der Bevölkerung führten. 1833 kam es in Menton zu Protestkundgebungen gegen den Fürsten.
Honoré V. starb unverheiratet und ohne Kinder. Deshalb bestieg 1841 sein jüngerer Bruder Florestan den fürstlichen Thron.
Florestan selbst war zwar mehr an seinen literarischen Studien als an der Regierung des Fürstentums interessiert, seine Frau Carolina Gibert de Lametz unterstützte ihn jedoch tatkräftig in der Regierung. Auch ihnen gelang es allerdings nicht, die finanziellen Probleme des Fürstentums zu bereinigen. Außerdem wurde das Land wieder von politischen Entwicklungen jenseits seiner Landesgrenzen betroffen. König Karl Albert I. von Sardinien hatte seiner Bevölkerung eine liberale Verfassung gegeben. Die Bürger Monacos, besonders in Menton, das bereits seit einiger Zeit die Unabhängigkeit favorisierte, forderten eine ähnliche Verfassung auch für Monaco (Monaco hatte zum damaligen Zeitpunkt noch gar keine Verfassung, sondern wurde absolutistisch regiert). Florestan bot zweimal eine Verfassung an, die den Bürgern in Menton jedoch nicht weit genug ging. Die Februarrevolution von 1848 bestärkte die Bürger Mentons in ihren Forderungen und vertiefte so den Konflikt.

### Der Verlust von Menton und Roquebrune

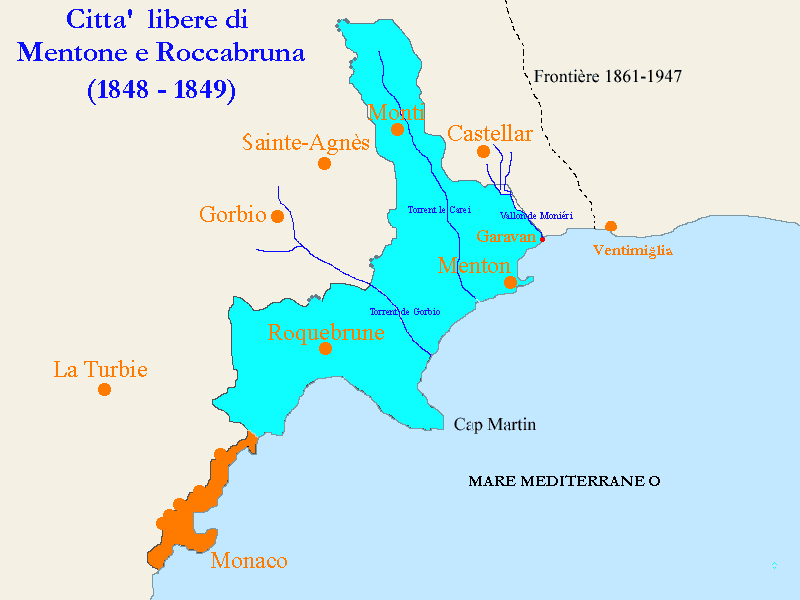
Abspaltung der Freien Städte Menton und Roquebrune

Florestan sah schließlich keine andere Möglichkeit mehr, als sich aus der aktiven Politik zurückzuziehen und seinen Sohn, Charles III. zum Regenten zu ernennen. Es war aber schon zu spät, um die Unabhängigkeitsbewegung in Menton noch aufzuhalten. Am 2. März 1848 übernahm ein „Provisorisches Regierungskomitee“ die Macht in Menton, am 21. März 1848 wurde die unabhängige Republik der Freien Städte Menton und Roquebrune proklamiert, die sich unter den Schutz des Königs von Sardinien stellten. Der Ort Monaco selbst blieb dagegen seinem Fürsten treu.
Das Königreich Sardinien übernahm kurz darauf „provisorisch“ die Verwaltung der beiden Städte, annektierte diese jedoch nicht formal, um keinen Konflikt mit Frankreich heraufzubeschwören.
Nach dem Tod Florestans bestieg Charles III. 1856 auch offiziell den Fürstenthron. Seine Versuche, Menton und Roquebrune wieder in den monegassischen Staatsverband einzugliedern, scheiterten. 1860 musste Italien das umliegende Gebiet, die Grafschaften Savoyen und Nizza, an Frankreich abtreten (Vertrag von Turin (1860)). Auch Menton und Roquebrune, die ja bis dahin von Italien verwaltet worden waren, kamen damit de facto unter französische Kontrolle. Charles III. sah deshalb nun keine Möglichkeit mehr, die beiden Städte zu halten. Am 2. Februar 1861 unterzeichnete er zusammen mit dem französischen Kaiser Napoléon III. einen Vertrag, mit dem Monaco die beiden Städte endgültig an Frankreich abtrat.

### Aufstieg zu wirtschaftlichem Wohlstand unter Charles III. und Albert I.

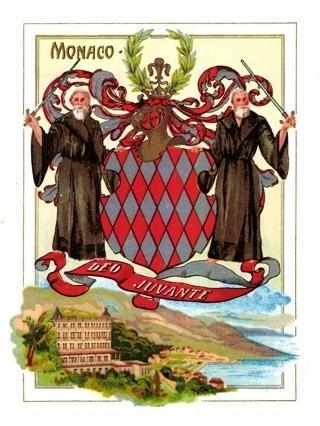
Monegassische Ansichtskarte (Ende des 19. Jahrhunderts)

In die Regierungszeit Charles III. fiel der Wiederaufstieg Monacos. Mit dem Vertrag von 1861 verlor das Fürstentum zwar über 80 % seines Staatsgebietes. Gleichzeitig erkannte Frankreich jedoch die Unabhängigkeit des Fürstentums unter der alleinigen Souveränität des Fürsten an. Zum ersten Mal in seiner Geschichte war das Fürstentum damit vollständig souverän und nicht mehr an eine Schutzmacht gebunden. Frankreich gestattete auch die Errichtung einer Zollunion mit dem Fürstentum. Damit gab es keine Zollgrenze mehr, wodurch der Handel in Monaco wesentlich gesteigert wurde. Schließlich erklärte Frankreich sich bereit, eine Küstenstraße zwischen Menton und Nizza (Moyenne Corniche) zu errichten und einen Bahnhof auf der Eisenbahnstrecke Nizza–Genua in Monaco einzurichten. Damit war das Fürstentum verkehrstechnisch erschlossen, womit die Grundlage für den beginnenden Tourismus gelegt wurde. Charles III. eröffnete auch eine Post- und Telegrafenstation, erste Briefmarken wurden gedruckt, eigene Goldmünzen geprägt. Monaco eröffnete seine ersten Botschaften und Konsulate im Ausland. Das Bistum Monaco wurde gegründet, das Land erhielt so auch kirchenrechtlich seine Unabhängigkeit von Frankreich.
Besonders wichtig war aber der wirtschaftliche Aufschwung des Fürstentums unter Charles III., der einem Wirtschaftswunder glich und die Basis für den heutigen Wohlstand legte. Charles III., in der Regierung unterstützt von seiner Mutter, der Fürstenwitwe Caroline, wollte dem Fürstentum eine neue Einnahmequelle erschließen, um die Finanzen des Staates auf eine solide wirtschaftliche Grundlage zu stellen. 1863 gründete er deshalb die Société des bains de mer, die ein Spielkasino errichten sollte. Unter den ersten beiden Direktoren war das Unternehmen kein Erfolg, dies sollte sich jedoch ändern, als François Blanc die Konzession für das Kasino für 50 Jahre erhielt. Blanc, der „Zauberer von Monaco“, machte das Spielkasino zu einem Welterfolg, die ersten Luxushotels entstanden auf dem Felsen von Spelugues, immer mehr gutbetuchte ausländische Touristen besuchten das Fürstentum. 1866 wurde die Gegend um das Spielkasino dann offiziell nach Charles III. in Monte Carlo umbenannt. Durch das Spielkasino erlangte der Staat so große Einnahmen, dass bereits 1869 die direkte Besteuerung abgeschafft werden konnte. 1879 wurde die Oper von Monaco eingeweiht, 1881 die heutige, rot-weiße Landesflagge eingeführt.

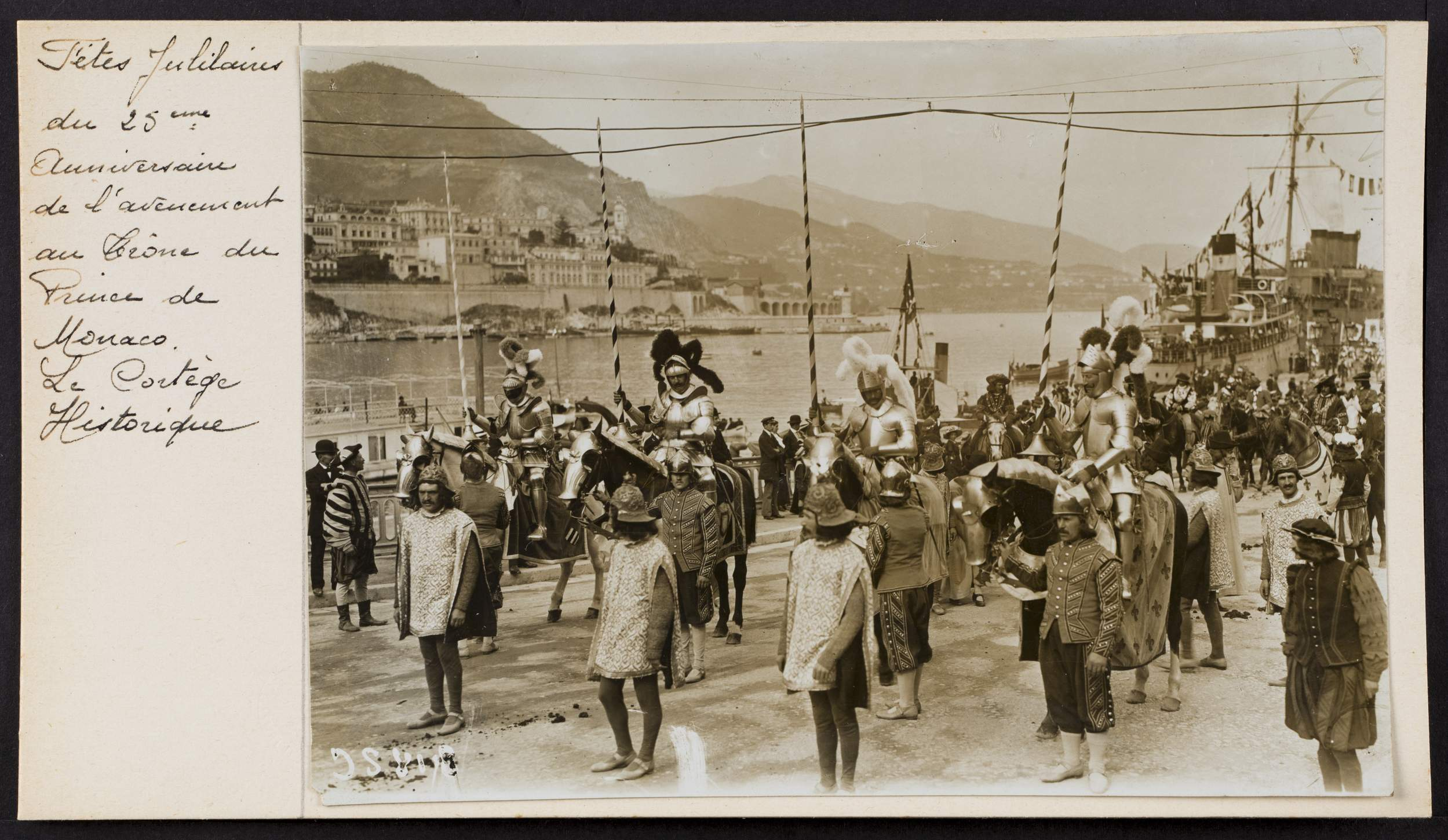
Mit einem nachgestellten Ritterturnier feierte das Fürstentum Monaco 1914 das 25-jährige Thronjubiläum Alberts I.

1889 bestieg nach dem Tod Charles’ III. dessen Sohn Albert I. den fürstlichen Thron, der bisher als Wissenschaftler und Forscher mit den Schwerpunkten Ozeanographie und Paläontologie hervorgetreten war. Er gründete u. a. das weltberühmte Ozeanographische Museum und Institut in Monaco, das später viele Jahre unter der Führung von Jacques Cousteau stehen sollte. 1911 gab er dem Land seine erste Verfassung.

### Monaco in der Zeit der beiden Weltkriege
Alberts einziger Sohn, Erbprinz Louis, blieb zeit seines Lebens unverheiratet, er hatte lediglich eine außereheliche Tochter. Somit zeichnete sich ein zukünftiges Thronfolgeproblem ab: Der nächste Verwandte, der als Erbe in Frage kam, war Wilhelm Karl von Urach, der mütterlicherseits aus der monegassischen Fürstenfamilie stammte. Er war jedoch Staatsbürger von Württemberg (und damit des Deutschen Reichs) und diente im Ersten Weltkrieg als General auf deutscher Seite. Dass ein Angehöriger des Erbfeindes auf den Thron des kleinen Nachbarstaats kommen könnte, sah Frankreich als Bedrohung seiner Sicherheit an. Im Juli 1918 schloss Fürst Albert I. deshalb einen „Freundschafts- und Schutzvertrag“ (traité d'amitié protectrice) mit der Französischen Republik. Gemäß dessen Artikel 2 waren „Maßnahmen in Bezug auf die internationalen Beziehungen des Fürstentums“ stets vorab mit der französischen Regierung abzustimmen. Gleiches galt für „Maßnahmen, die direkt oder indirekt die Ausübung einer Regentschaft oder die Thronfolge betreffen“. Diese durfte nach dem Vertrag außerdem nur an französische oder monegassische Staatsangehörige übergehen und bedurfte zusätzlich der Zustimmung der französischen Regierung. Dieser Vertrag galt bis zum Abschluss eines neuen Freundschaftsvertrags zwischen Frankreich und Monaco im Jahr 2002 (in Kraft getreten 2005). Erbprinz Louis adoptierte 1919 – mit ausdrücklicher Zustimmung Frankreichs – seine außereheliche Tochter Charlotte.
Louis II. folgte seinem Vater 1922 auf dem monegassischen Thron. Es gelang ihm, das Land ohne größere Probleme durch die schwierigen Zeiten nach dem Ersten Weltkrieg und der Weltwirtschaftskrise zu führen.
Bereits 1933 waren die Nationalsozialisten durch den Reichsbankpräsidenten und späteren Wirtschaftsminister Hjalmar Schacht auf die Steuer- und Währungsvorteile Monacos aufmerksam geworden. Er beabsichtigte, eine internationale Bank als Außenposten des Deutschen Reichs zu gründen, mit der Erwartung einer vom französischen Franc abgekoppelten eigenen monegassischen Währung. Später fungierte dann eine nach außen unabhängige, unter Einfluss des Dritten Reichs stehende Geschäftsbank als Devisenbeschaffungsstelle.
Der Zweite Weltkrieg erreichte Monaco ab dem 11. Juni 1940, als Mussolini Frankreich den Krieg erklärte. Motorisierte italienische Einheiten bezogen entlang der Mittelmeerküste Aufstellung, mit dem Ziel der Besetzung Monacos. Hitler war Monaco jedoch als nach außen unabhängiger neutraler Staat wichtiger, um über Monaco auch während des Krieges Devisen erwirtschaften und strategische Güter kaufen zu können. Beteiligt waren dabei, ähnlich wie bei anderen Geschäften mit den neutralen Staaten Schweiz, Schweden, Spanien und Portugal, wenige, ausgesuchte deutsche Unternehmen und Banken mit internationalen Beziehungen. Demonstrativ erklärte Fürst Louis II. seine Wertschätzung für Marschall Pétain und dessen Vichy-Regime, um seine scheinbare Unabhängigkeit unter Beweis zu stellen. 
Am 3. Juli 1941 wurde auf deutschen Druck hin ein Gesetz zur Erfassung der Juden, von denen die meisten auf der Flucht vor den Deutschen nach Monaco gekommen waren, erlassen. Der Kunsthistoriker und Kunstsammler August Liebmann Mayer wurde im Februar 1944 auf Betreiben des deutschen Generalkonsuls Walter Hellenthal in Monaco festgenommen und ins KZ Auschwitz deportiert. Nach der Landung der Alliierten in Nordafrika, als auch die „unbesetzte“ Südzone Frankreichs durch die Wehrmacht besetzt wurde, war Monaco vom 8. September 1943 bis zum 3. September 1944 ebenfalls von deutschen Truppen besetzt, die aber anfangs als weniger bedrohlich wahrgenommen wurden als die italienischen. 
Diese Scheinsouveränität des monegassischen Fürsten gegenüber dem faschistischen Italien und NS-Deutschland hätte das Fürstenhaus kompromittiert, wenn nicht sein Enkel Rainier im September 1944 den Streitkräften des Freien Frankreichs (Armée française de la Libération) unter General de Gaulle beigetreten wäre. Nach der Landung der Alliierten in der Provence hätte de Gaulle einen Präfekten in Monaco einsetzen und damit die monegassische Unabhängigkeit beenden können, wenn nicht die Erbfolge zugunsten Rainiers geregelt gewesen wäre. So war sichergestellt, dass mit Rainier ein Fürst auf den Thron kommen würde, der im Einklang mit de Gaulle stand.

### Entwicklung seit 1945
Monaco trat am 8. Juli 1948 der Weltgesundheitsorganisation bei.
Louis II. verstarb 1949 ohne männlichen Erben. Seine Tochter, Prinzessin Charlotte, hatte einen französischen Adligen, Pierre Graf von Polignac, geheiratet. Aus dieser Ehe ging der spätere Fürst Rainier hervor. Obwohl monegassisches Recht die weibliche Thronfolge nicht prinzipiell ausschließt, verzichtete Prinzessin Charlotte schon 1944 – anlässlich dessen 21. Geburtstags – zugunsten ihres Sohnes auf alle Rechte am monegassischen Thron. Dieser bestieg nach dem Tod seines Großvaters Louis II., den Fürstenthron als Rainier III. von Monaco. 1956 heiratete er die amerikanische Filmschauspielerin Grace Kelly, die als Fürstin den Namen Gracia Patricia annahm. Durch ihr Wirken wurde Monaco endgültig zu einem Tummelplatz der Reichen dieser Welt. 1958 wurde der Erbprinz Albert, Markgraf von Baux, geboren. 1982 starb Fürstin Gracia Patricia bei einem Verkehrsunfall.
Im Jahr 1962 kam es zum Streit mit der Schutzmacht Frankreich um die Kontrolle des Senders Radio Monte-Carlo (RMC), der über die Grenzen Monacos hinaus auch in mehreren Départements Südfrankreichs empfangbar war und dort das Monopol des französischen Staatsrundfunks ORTF beeinträchtigte. Dabei spielte auch die außenpolitische Ausrichtung eine Rolle: Fürst Rainier III. hatte eine amerikafreundliche Haltung, was sich auch im Programm von RMC spiegelte, während die französische Regierung unter Charles de Gaulle auf Distanz zu den Vereinigten Staaten ging. Um die Bevormundung durch die Schutzmacht Frankreich abzuschütteln, entließ der Fürst am 23. Januar 1962 plötzlich seinen Staatsminister Émile Pelletier. Dieser war – wie alle Regierungschefs Monacos seit 1911 – ein Franzose, den die französische Regierung dem Herrscher des Kleinstaats vorgeschlagen hatte, und hatte zuvor als Innenminister Frankreichs der Regierung de Gaulle angehört. Ein weiterer Streitpunkt war Monacos Status als Steuerparadies: französische Staatsbürger und Firmen, die nach Monaco zogen, konnten sich der Steuerpflicht in ihrem Heimatland entziehen. Auf dem Höhepunkt des Konflikts errichtete Frankreich nach Ablauf eines Ultimatums in der Nacht zum 12. Oktober 1962 Zollkontrollen an der sonst offenen Grenze zwischen den beiden Staaten. Letztlich schlossen Monaco und Frankreich im Mai 1963 ein Steuerabkommen, wonach Franzosen, die seit weniger als fünf Jahren im Fürstentum ansässig waren, und Firmen, die mehr als 25 Prozent ihres Umsatzes außerhalb Monacos erzielten, keine Steuerfreiheit mehr genossen.
Am 17. Dezember 1962 trat eine neue Verfassung Monacos in Kraft, die – mit gewissen Änderungen – bis heute gilt. Diese führte unter anderem das aktive und passive Frauenwahlrecht auf nationaler Ebene ein. Auf lokaler Ebene war dieses schon seit dem 24. Mai 1945 Gesetz.
1993 trat Monaco den Vereinten Nationen bei. Obwohl das Land kein EU-Mitglied ist, führte es – gemäß einem Zusatzabkommen zum Vertrag von Maastricht – 1999/2002 den Euro ein, der den zuvor fest an den französischen Franc gekoppelten monegassischen Franc als Währung ablöste. Das Fürstentum wurde 2004 in den Europarat aufgenommen.
Fürst Rainier III. schloss 2002 mit Frankreich (damals unter der Regierung des Präsidenten Jacques Chirac) einen neuen Freundschafts- und Zusammenarbeitsvertrag, der 2005 in Kraft trat. Dieser beschränkt die souveränen Rechte des Fürstentums weniger stark als zuvor der Schutzvertrag von 1918. Seither müssen sicherheitsrelevante Ämter wie der Staatsminister, der Generalstaatsanwalt und der Polizeichef nicht mehr unbedingt von einem Franzosen besetzt werden.
Da Fürst Rainier auf Grund einer Erkrankung nicht mehr regierungsfähig war, wurden die Regierungsgeschäfte am 31. März 2005 auf seinen Sohn, Erbprinz Albert, übertragen. Am 6. April 2005 starb Rainier III., und am 12. Juli 2005 fand die offizielle Thronbesteigung Alberts II. statt. Er heiratete am 1. Juli 2011 Charlene Wittstock standesamtlich und am 2. Juli 2011 kirchlich.